# 제너비브 밸런타인

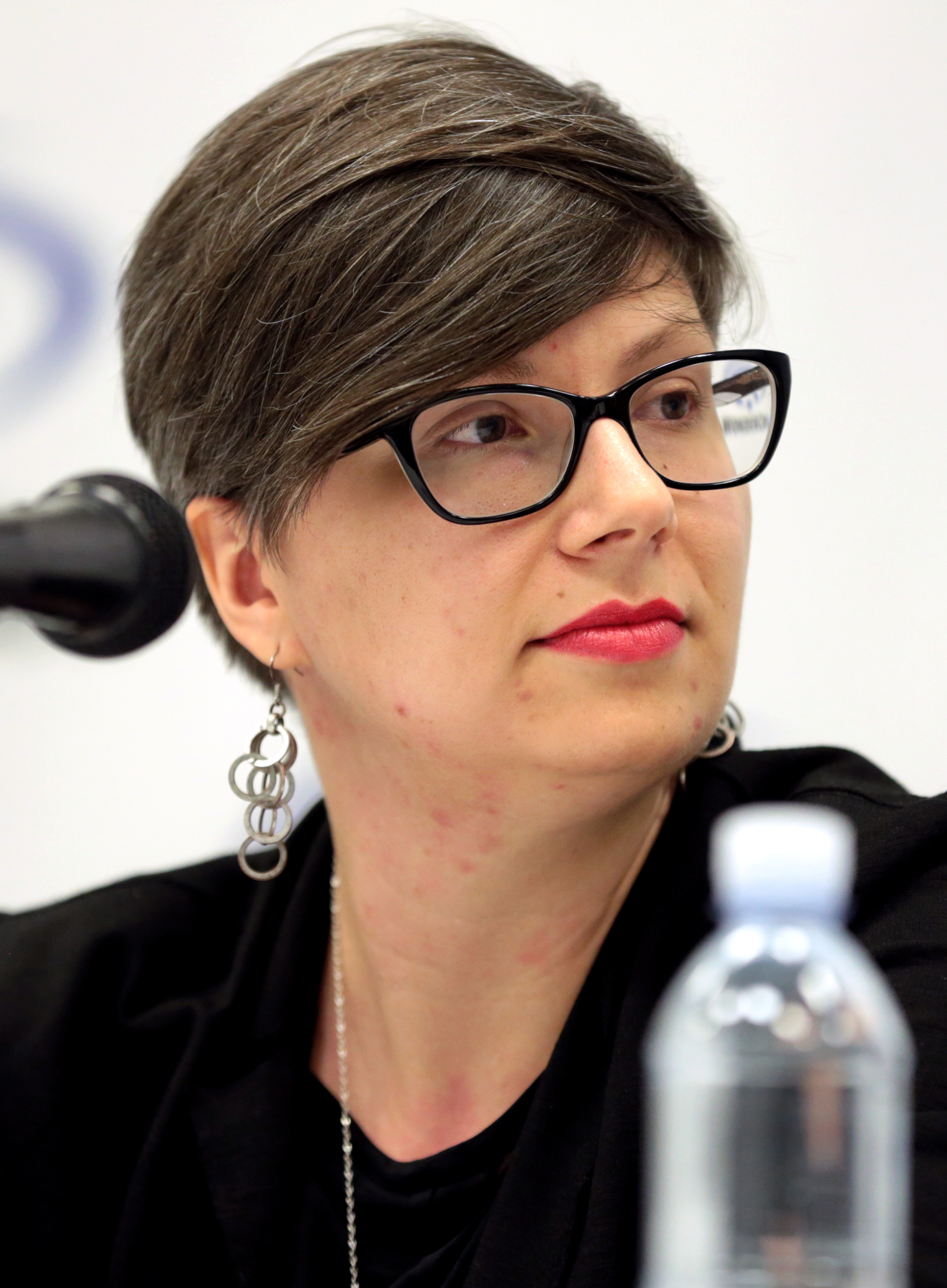

제너비브 밸런타인(영어: Genevieve Valentine)은 미국의 SF / 판타지 작가이다. 그녀의 첫 번째 소설 작품 〈Mechanique: A Tale of the Circus Tresaulti〉는 2012년 크로퍼드상을 수상했고 네뷸라상에 노미네이트되었다.
2014년부터 DC 코믹스의 작품 《캣우먼》의 스토리 작가로 활동한다.